# 阿卜杜拉赫曼·阿夫托尔汉诺夫
阿卜杜拉赫曼·阿夫托尔汉诺夫（1908年10月23日–1997年4月24日）是一位蘇聯史學家和克里姆林宫学家，他也是車臣人。
阿夫托尔汉诺夫起初是苏联共产党黨員，他在大清洗期間被捕入狱，但于1942年获释。1940至1944年车臣叛乱期間阿卜杜拉赫曼·阿夫托尔汉诺夫叛逃至纳粹德国。他一度被盖世太保逮捕，后被释放。战后，他繼續留在西德并成为自由欧洲电台/自由电台的联合创始人。
1951年，他出版了一本法語書籍《斯大林统治》（ Staline au pouvoir ），他在書中抨擊约瑟夫·斯大林通過大清洗等手段實行恐怖统治。
第一次車臣戰爭期间，他与伊奇克里亚车臣共和国总统焦哈尔·杜达耶夫保持聯繫。他还敦促俄罗斯总统鲍里斯·叶利钦與車臣當局舉行和平谈判。